# Tobera (Álava)
Tobera es un concejo del municipio de Berantevilla, en la provincia de Álava. 

## Historia
Aparece descrito en el decimocuarto volumen del Diccionario geográfico-estadístico-histórico de España y sus posesiones de Ultramar de Pascual Madoz de la siguiente manera:

TOBERA: l. del ayunt. de Berantevilla, en la prov. de Alava (á Vitoria 5 leg.), part. jud. de Añana (5 ½), aud. terr. de Búrgos (15), c. g. de las Provincias Vascongadas y dióc. de Calahorra (16). sit. al pié de una altura; clima frio y reina el viento N. Tiene 12 casas; escuela de primera educacion para ambos sexos, frecuentada por 14 ó 16 alumnos y dotada con 17 fan. de trigo; igl. parr. (la Asuncion de Ntra. Sra.) servida por un beneficiado de presentacion del conde de Lacorzana; una ermita (San Estéban), y para surtido del vecindario varias fuentes de aguas comunes y saludables. El térm. confina N. Santurde; E. Villanueva; S. Berganzo, y O. Portilla; comprendiendo dentro de su circunferencia un monte bastante poblado. El terreno es montuoso y de mediana calidad; le atraviesa de E á N un rio. caminos: los que dirigen á los pueblos limítrofes; el correo se recibe de Miranda de Ebro por balijero. prod.: toda especie de cereales, especialmente trigo, cebada y avena; cria de ganado vacuno, caza de perdices y pesca de anguilas. pobl.: 8 vec., 60 almas. contr.: con su ayuntamiento (V.)
(Madoz, 1849, p. 768)

Décadas después, ya en el siglo XX, se describe de la siguiente manera en el tomo de la Geografía general del País Vasco-Navarro dedicado a Álava y escrito por Vicente Vera y López:

Tobera.—Dista de Berantevilla 10,090 metros; cuenta el mismo número de viviendas que el lugar anterior; su población es de 76 habitantes de hecho y 70 de derecho. Fué del señorío del conde de La Corzana. tiene una parroquia de categoría rural de segunda clase, de la que depende el poblado de Santa María, dedicada á Santa Eulalia y perteneciendo al arciprestazgo de La Bastida. Tiene población escolar de 7 niños y niñas.
(Vera y López, 1915-1921, p. 645)

## Demografía
| Gráfica de evolución demográfica de Tobera entre 2000 y 2017 |
|                                                              |
| Población de derecho según los censos de población del INE.  |

## Patrimonio
Hay en el concejo una iglesia dedicada a Santa Eulalia.